# 報馬

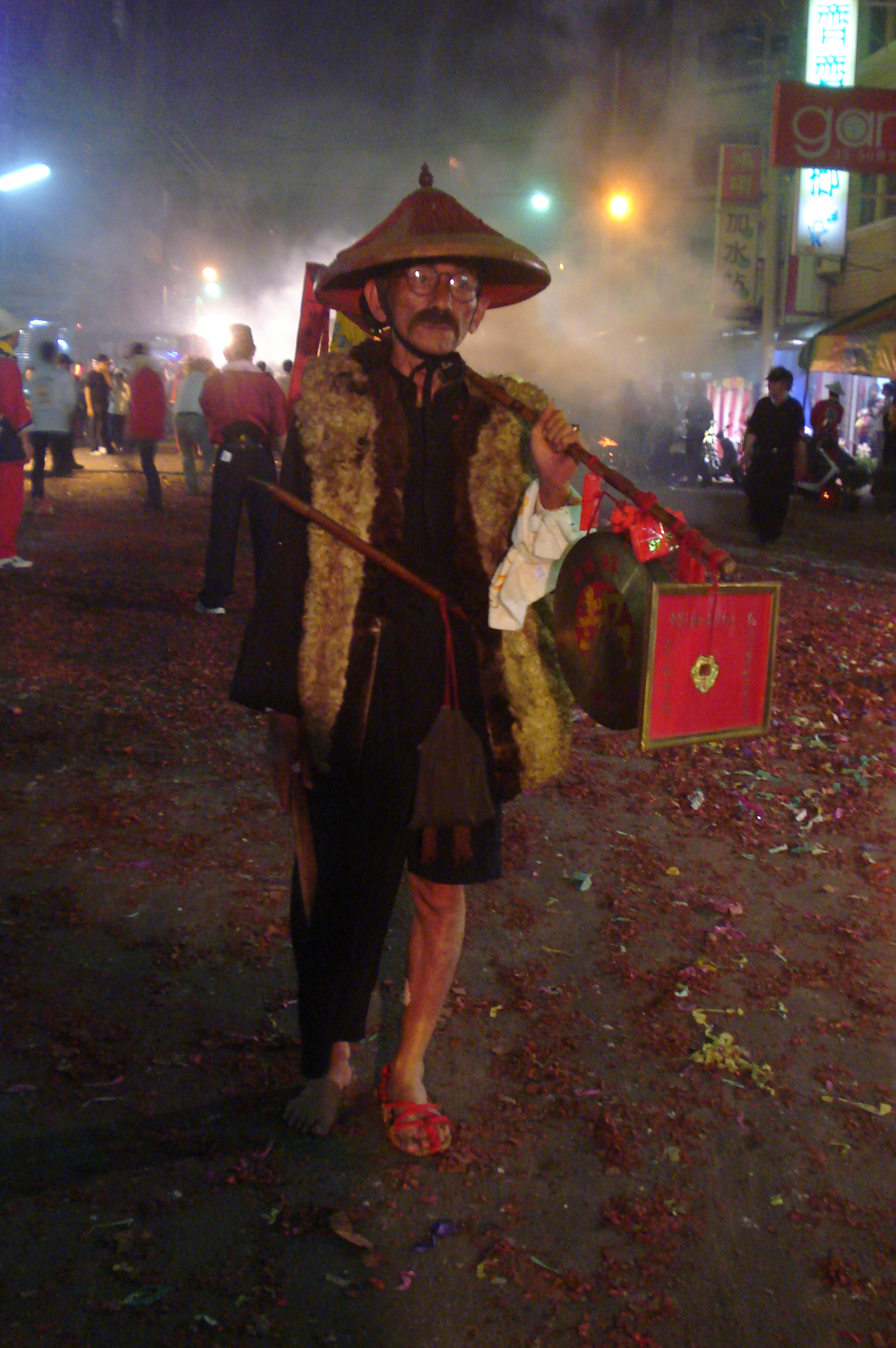
北港朝天宮廟會中的報馬。

報馬亦稱報馬仔、探仔馬，簡意就是探路、報信，因此會走在遶境隊伍前方，常見於媽祖娘娘遶境陣頭。報馬功能除了探路外，遇到沿途有居民觸犯禁忌，得需通知避開，以及告知居民準備香案迎轎。但各地宗教習俗不同，並非每個遶境隊伍皆有報馬：在台南、高雄一帶則以「路關」取代之；在學甲上白礁謁祖祭典則分成另外分出「報兵」，報兵功能與報馬極為相似。
目前在台灣可見得遶境隊伍出現報馬有北港朝天宮、新港奉天宮、大甲鎮瀾宮、西螺福興宮、艋舺青山宮、小琉球三隆宮等，並且雲林縣出現「報馬廳」特殊文化的建築物。

## 報馬的裝備
身穿藍衣、頭戴帽子的報馬所穿服飾其實深具含意，寓意著媽祖「知足、長善、感恩、惜福」的四大精神。
報馬每項附掛物皆有含意，報馬會出現裝扮有：
- 身穿黑衫：德高望重。
- 頭戴紅櫻帽：「負責盡職」的意思。
- 單片眼鏡：意指「明辨是非」，另一意為看破世情。
- 留八字燕尾鬚：諧音「言非虛」，寓意言而有信。
- 旱菸斗：抽菸時會有含煙的動作，台語諧音為「感恩」之意。
- 菸草袋：是裝盛「香」菸菸草的「袋」子，從諧音方面來取義，有類似香火的意涵因而進一步發展「代代相傳」之意。
- 反穿羊皮襖：知人情冷暖。反穿羊毛襖為倍受煎熬帶給他人溫暖。
- 手持銅鑼：同心勞心勞力。
- 肩荷長紙傘：紙傘國語的諧音為「直善」，也勸世人要做人正直、和善積德。傘為長柄之紙合傘，代表「長期行善」。
- 韭菜：諧音「久久長長」，表示友情、感情、恩情，永無止盡天長地久之意。
- 錫酒壺：諧音「惜福」，勸誡世人懂得「惜福祈福」珍惜一切。
- 壽酒：諧音「壽久」，喝壽酒可長命百歲
- 豬蹄：台語諧音做人「知足」常樂。
- 紅線：報馬所攜帶的紅絲線這幾年來也成為未婚男女求取的「聖品」，報馬身上所掛的紅絲線，原本祇是報馬用來綁豬腳及其他物品東西之用，2000年大甲媽進香時，轉播時聽信徒說道，有人向報馬求取紅絲線，果然得到好姻緣，自此報馬的紅絲線便成為未婚青年求取的對象。現今每年大甲媽進香報馬都必需準備一大捆紅絲線供應民眾求取。但可以給小朋友或大人戴在手上保平安用的｡
- 捲起褲管一高一低長短褲：為不道人長短。
- 腳生瘡：此處不但暗喻「勿揭人瘡疤」，告誡人們要記取每一次的失敗經驗，不再重蹈覆轍犯下相同錯誤。
- 草鞋：用意提醒世人要做人腳踏實地；而另一足赤腳，暗指世路不平，自己的路要自己去走出來。

雖然各地習俗不同，報馬的裝備不一定相同，但其勸人向善的精神，始終沒有變過。

## 禁忌
擔任｢報馬｣時的主要禁忌如下：
- 不得接近任何婚喪吉慶相關事物習俗
- 孕婦不得接近，以免衝動胎氣(大忌)
- 腳步嚴禁輕浮焦躁，態度不得不佳
- 如身有沾染到其他不潔之事物，不得擔任之
- 在路上無論是誰呼喊都不得回頭